# París, Texas
|  | Aquest article tracta sobre la pel·lícula. Vegeu-ne altres significats a «Paris (Texas)». |

París, Texas (títol original en anglès Paris, Texas) és una road movie del 1984, dirigida per Wim Wenders i protagonitzada per Harry Dean Stanton, Dean Stockwell, Nastassja Kinski i Hunter Carson. El guió va ser escrit per L.M. Kit Carson i el dramaturg Sam Shepard, amb música composta pel músic Ry Cooder. Va ser coproduïda per l'Alemanya Occidental, França, Regne Unit i els Estats Units. Va ser doblada al català.
La trama se centra en Travis (Stanton), un home que, després d'aparèixer vagant misteriosament pel desert, es retroba amb el seu germà (Stockwell) i el seu fill de set anys (Carson). Després de tornar a connectar amb el seu fill, Travis i el noi s'embarquen en un viatge a través del sud-oest americà per trobar la seva esposa (Kinski), perduda en la ciutat de Houston.
La pel·lícula va guanyar la Palma d'Or del jurat oficial del Festival de Cannes de 1984, així com el Premi FIPRESCI i el Premi del Jurat Ecumènic.

## Argument
Travis Henderson camina solitàriament pel desert de Texas, sense aigua, quan topa amb un hostal en mig del no-res i perd la consciència, a causa de la seva deshidratació. És examinat per un metge que és incapaç de treure-li cap paraula de la boca però descobreix que té un número de telèfon a la seva roba. Quan el metge truca al número, contesta el germà de Travis, Walt Henderson, que actualment resideix a Los Angeles amb la seva dona i el fill de Travis, Hunter, que ha estat adoptat per aquest matrimoni en desaparèixer els dos pares biològics. Walt, que no ha tingut contacte amb Travis durant quatre anys, accepta viatjar a Terlingua, Texas, i acollir-lo a casa seva. Quan arriba a la clínica on Travis hauria d'estar, aquest no hi és, sinó que està vagant pels voltants de la clínica. Walt l'obliga a pujar al cotxe per tornar cap a Los Angeles, però Travis no contesta a cap pregunta que el seu germà li fa. Finalment, després de molta insistència, Travis pronuncia el nom de "París" i demana anar-hi. Walt assumeix per error que vol dir París, França però Travis mostra a Walt una fotografia d'una propietat buida a París, Texas, que ell havia comprat creient que va ser concebut en aquesta localització.
Els germans arriben a Los Angeles, on Travis es reuneix amb el seu fill després de 4 anys, Hunter, i amb Anne, esposa de Walt. Al principi, el nen de set anys té molt poca memòria del seu pare i es mostra distant amb ell, negant tota aproximació que aquest intenta fer. Però això canvia quan la família mira una gravació en Super 8 d'un estiu que van passar tots junts, i recorden uns moments de felicitat que generen un canvi en la relació entre Travis i Hunter. A mesura que pare i fill retroben el seu vincle, Anne revela a Travis que Jane, la mare de Hunter i exparella de Travis, ingressa diners des d'un banc de Houston mensualment a un compte bancari destinat a la manutenció de Hunter. Travis s'adona que pot veure a Jane al banc en el proper dipòsit i, amb el fi de retrobar-se amb la seva ex parella, demana diners a Walt i adquireix un vehicle nou per viatjar fins a Houston. Finalment, li diu al seu fill i li dona l'opció de marxar amb ell. Hunter, sense dubtar-ho, acompanya al seu pare, sense el consentiment de Walt o Anne.
Travis i Hunter condueixen fins al banc de Houston on Jane ha d'ingressar els diners. Tot i que els dos s'adormen, Hunter és capaç d'identificar a la seva mare en un cotxe vermell. Ell i el seu pare la segueixen fins al club de peep-show on treballa on Travis obliga a Hunter a esperar-se fora, mentre ell la busca en les diferents habitacions. En aquestes hi ha una finestra que funciona com a mirall d'una banda i com a finestra de l'altra, de manera que els clients veuen les noies amb qui conversen però elles només veuen un mirall. Finalment Travis troba a Jane en una de les sales, però marxa després de fer-li unes preguntes sobre les relacions que té amb els seus clients. Tot i que ella no el pot veure, marxa a un bar a beure i ha de ser ajudat per Hunter per arribar fins a l'habitació on dormen.
L'endemà, Travis deixa a Hunter a l'hotel Le Meridien al centre de Houston, amb un missatge en què diu que se sent obligat a reunir a Hunter amb la seva mare, ja que ell se sent responsable de la seva separació. Travis torna al peep-show on veu a la Jane de nou, i li explica una història sobre dues persones. Ell descriu un home i una noia que estan bojament enamorats: viuen en una caravana i gairebé no tenen diners, però tot i això són feliços. Quan la relació comença a esmicolar-se, decideixen tenir un fill, pensant que solucionarà els seus problemes. Però això només porta a l'home a alcoholisme i a maltractar a la seva parella dia i nit. Finalment, una nit en què hi ha un incendi a la caravana, l'home es desperta completament sol, sense rastre de la seva parella i el seu fill. Després de narrar aquesta història, la Jane s'adona que està parlant amb Travis. Aquest li diu que Hunter es troba en un hotel de Houston i que necessita la companyia de la seva mare. Després de redimir-se i perdonar-se mútuament, Travis se'n va. La Jane es reuneix amb el seu fill a l'hotel, i Travis mira l'escena des de l'aparcament. Ell puja al seu vehicle i s'allunya.

## Repartiment
Per ordre d'aparició
- Harry Dean Stanton com a Travis Henderson
- Sam Berry com a Assistent de la benzinera
- Bernhard Wicki com a Doctor Ulmer
- Dean Stockwell com a Walt Henderson
- Aurore Clément com a Anne Henderson
- Claresie Mobley com a Empleat de lloguer d'automòbils
- Hunter Carson com a Hunter Henderson
- Viva com a Dona a la televisió
- Socorro Valdez com a Carmelita
- Edward Fayton com a Amic de Hunter
- Justin Hogg com a Hunter (3 anys)
- Nastassja Kinski com a Jane Henderson
- Tom Farrell com a Home cridant
- John Lurie com a Slater
- Jeni Vici com a Stretch
- Mydolls com a Banda de proves

## Temes i interpretació
Una de les majors característiques de Paris, Texas i la direcció de Wim Wenders és la capacitat de transmetre el territori americà d'una manera molt autèntica. Tot i que ell neix a Alemanya Occidental, de ben petit llegeix novel·les de William Percy, Mark Twain i William Faulkner que, tot i que no havia visitat els Estats Units encara, Wenders pot experimentar els territoris del sud amb la narració d'aquests autors. Aquest sentiment apassionat pel patrimoni americà impregna el treball de Wenders amb extensions de desert, carreteres i estacions de servei. El crític Roger Ebert fins i tot va descriure la primera aparició de Travis a la pel·lícula com "el vestit universal d'Amèrica", apareixent en el desert del Sud-oest americà amb un vestit brut i trencat, barba deixada i una gorra de beisbol vermella. Aquests trets mostren al personatge per excel·lència del somni americà, trencat pel relat que posteriorment es desenvolupa. El film alhora funciona com una visió estrangera dels Estats Units. Un metge alemany a Texas o una dona francesa a Los Angeles confeccionen les arrels internacionals d'un projecte el títol del qual resulta doblement adequat: transmet no només l'aplicació d'una sensibilitat europea a un ambient americà, sinó també la inestabilitat de la nació idealitzada de Wenders.
Tant Wenders com Sam Shepard comparteixen una fascinació romàntica per la carretera, la columna vertebral de la geografia i cultura nord-americanes, que condueixen als viatgers cap al cor del país o el seu més enllà. Per al protagonista Travis, la carretera té ambdós sentits: el porta a reunir-se amb el seu fill i la seva exparella després de caminar sense rumb pel desert, però només pot reunir a la família quan ell marxa. El film és una road movie, un dels gèneres més clàssics del cinema americà però també és, de forma silenciosa i sense cavalls, un western. La història d'un home apartat que pretén restablir l'ordre en un món intern descontrolat no és el primer cop que apareix en la història del cinema i no és casualitat que la pel·lícula tingui similituds amb westerns com Centaures del desert (1956) de John Ford.
Tot i l'aparició constant de bells trets paisatgístics, el poder visual més emblemàtic de París, Texas és el de Nastassja Kinski (Jane) en el seu suèter rosa. És el que porta quan es retroba amb Travis, que contrasta amb els tons apagats de la seva exparella. La configuració divisòria, que posiciona a Jane darrere un vidre d'un sol sentit, situa a l'espectador en la mateixa posició voyeurista que els seus clients.[5] Ella és la dona dels seus somnis i mostra la seva esquena al descobert, sent una imatge sensual i de puresa, tot el que Travis anhela.
El director de fotografia Robby Müller utilitza els colors vermell, blanc i blau per representar la bandera americana, uns colors que simbolitzen la unitat i el somni americà. Com a contrast s'utilitza el color verd, que representa el trencament i la distància que apareix d'una manera molt marcada al principi del film, però a mesura que Travis millora la relació amb el seu fill, colors més neutres inunden la pantalla. El contrast torna a aparèixer en la conversació entre Travis i Jane, simbolitzant que la parella està trencada i no podran tornar a estar junts.

## Producció

### Desenvolupament

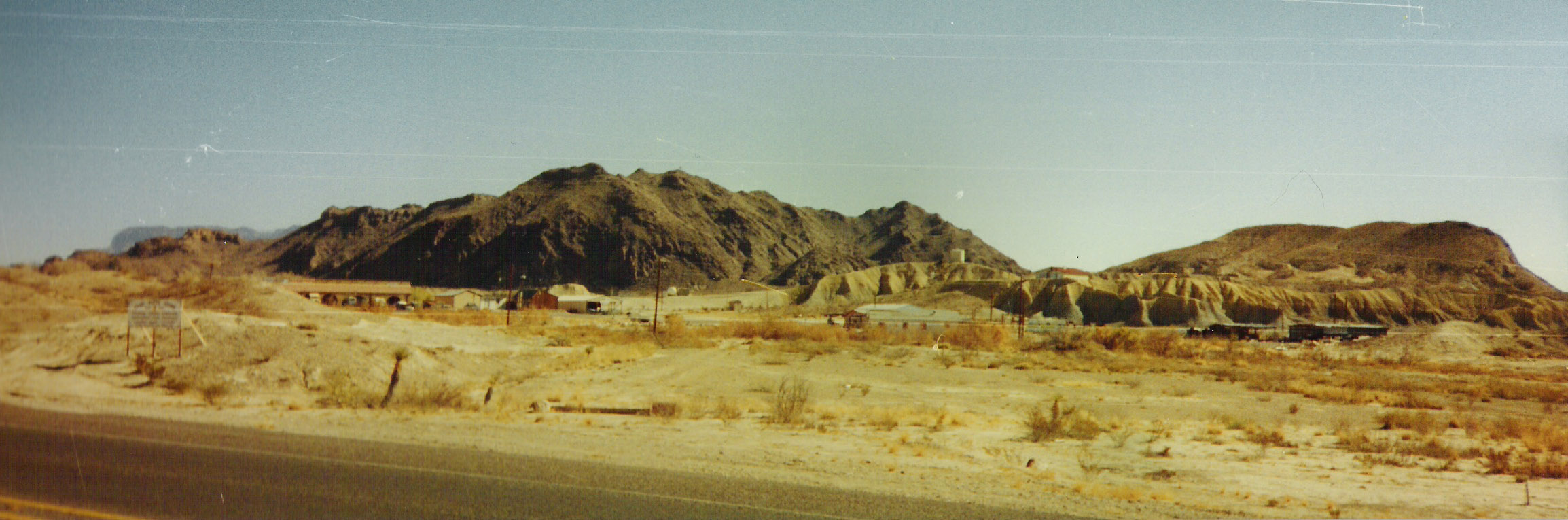
Terlingua, Texas

Wim Wenders, director de l'Alemanya Occidental, viatja als Estats Units el 1982 i declara que vol fer un film sobre Amèrica. I l'Amèrica que ell volia transmetre la va trobar a l'estat de Texas: "Tot el que volia que hi hagués a la meva pel·lícula estava a Texas. Una Amèrica en miniatura". Wenders va fer el seu propi road trip per Texas, fotografiant paisatges i edificis similars als que volia que el seu film tingués. Fotografia restaurants, tanques publicitàries, rètols, motels i ruïnes en mig del desert. Aquestes imatges representen edificis de ciutats petites amb colors brillants, que apareixen com localitzacions efímeres, en contrast amb els paisatges austers, invariables i eterns dels paisatges. Només una de les imatges de Wenders s'utilitza en el film, i és de gran importància perquè és la localització que dona nom a la pel·lícula. Aquestes imatges es van exposar posteriorment al Centre Pompidou de París el 1986 i van ser reeditades a l'any 2000.
Per altra banda el guionista Sam Shepard es troba amb Wenders per discutir sobre el projecte del director alemany, Hammett. Shepard va dir que no estava interessat en escriure Hammett, però va considerar adaptar a la pantalla Chronicles Motel, del mateix Shepard, i van desenvolupar una història de dos germans, un dels quals perd memòria, començant així l'escriptura de París, Texas.

### Càsting

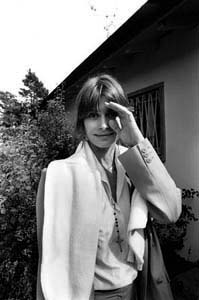
Nastassja Kinski

En un principi es va considerar al guionista Sam Shepard com a actor pel personatge de Travis, finalment va acabar sent per Harry Dean Stanton. Aquest, abans d'aparèixer a París, Texas, havia tingut rols secundaris en films com La llegenda de l'indomable (1967), la segona entrega d'El Padrí (1974) o Alien (1979). Però Paris, Texas va ser el seu primer paper protagonista i el més memorable de la seva carrera com a actor, tot i que va arribar de manera casual. Sam Shepard va veure a Stanton en un bar a Santa Fe, Nou Mèxic el 1983, quan assistien a un festival de cinema d'aquesta ciutat. Stanton li va confessar que estava cansat dels personatges que li tocava interpretar i que volia actuar en papers més sensibles i humans. No gaire temps després, Shepard li va trucar per oferir-li el personatge protagonista de Travis, que ell va acceptar.No obstant això, Stanton no estava molt segur del seu rol per la gran diferència d'edat amb Nastassja Kinski, l'actriu que interpreta a la seva parella. Alhora, Wenders descobreix a Dean Stockwell mentre aquest estava a punt d'abandonar el món de la interpretació, ja que no trobava papers assequibles i començava una carrera en la venda de béns immobles. Hunter Carson era el fill del coguionista L. Kit Carson, que va acceptar el rol acompanyat de la seva mare, Karen Black, que l'ajudava a memoritzar el diàleg.

### Rodatge
La pel·lícula es va rodar en només quatre setmanes, principalment en les localitzacions d'El Paso, Terlingua, Fort Stockton, Marathon i al Parc Nacional de Big Bend. Es va començar a rodar el 1983, abans d'acabar el guió, el qual es va completar durant el rodatge. L'objectiu era gravar en l'ordre en què es desenvolupava la història, cronològicament, de manera que Shepard basés la resta de la història en la seva comprensió dels personatges i relacions entre ells. No obstant això, Shepard es trasllada a una altra feina i envia a Wenders notes sobre com volia acabar la història. Vol mostrar un peep-show en l'últim acte, però els cineastes van optar per no mostrar-ne un de realista, ja que necessitaven un format que permetés la comunicació entre els personatges d'una manera més directa.
Va ser la primera pel·lícula de Wenders en què abandona el storyboard i passa als assajos en la localització abans de rodar.

## Estil
París, Texas crida l'atenció per les imatges àrides del desert. Les carreteres eren un recurs que Wenders havia utilitzat amb anterioritat, particularment en la seva Trilogia de Road Movies, per tal de mostrar el viatge del personatge, tant físic com psicològic i amb l'espai de Texas com a contraposició a l'europeu. El director de fotografia Robby Müller, que ja havia treballat amb anterioritat amb Wenders, crea imatges que pertanyen al seu estil identificador, que el director de cinema Steve McQueen defineix com un "llenguatge visual que captura el que sembla homes morint a càmera lenta". Altres crítics com Lee Hill de Senses of Cinema també ho van comparar amb obres d'Edward Hopper i Edward Ruscha.

### Banda Sonora
La banda sonora del film està composta per Ry Cooder, el qual es va inspirar en "Dark Was the Night, Cold Was the Ground" de Blind Willie Johnson, que considera com a peça més transcendent de la música americana. La melodia de Ry Cooder crea una sensació de melancolia que Wenders descriu com una "música sagrada", amb notes que es reflecteixen en el paisatge i generen una gran emoció.

## Estrena
El film competeix a l'edició del Festival de Cannes de 1984 i posteriorment s'estrena a sales un 19 de setembre del mateix any. Harry Dean Stanton estava tan nerviós durant el Festival que Wim Wenders li va recomanar contractar a algú que l'ajudés amb totes les formalitats; finalment va aparèixer acompanyat per l'actor Sean Penn. Tot i que en aquell moment els cineastes europeus tenien un clar escepticisme cap a les produccions que mostraven un retrat dels Estats Units més profunds, causat principalment per la presidència de Ronald Reagan, la pel·lícula va tenir molt bona acceptació.
Després de guanyar el festival, es projecta l'any següent al Festival de Cinema de Sundance el 1985 i novament al 2006 com a part de la categoria Sundance Collection. VVa tornar a Cannes per a la secció de Classics de Cannes del Festival de 2014, després de ser restaurada per Cinepost. La pel·lícula va estrenar-se en DVD i Blu-ray a la Regió 1 per The Criterion Collection el 14 de desembre de 2004.

## Rebuda

### Crítica
En el moment de la seva estrena, el reconegut crític Roger Ebert va donar la seva màxima puntuació, 4 estrelles, dient: "París, Texas és una pel·lícula amb una passió i voluntat per experimentar més freqüent fa quinze anys. Té més vincles amb pel·lícules com Five Easy Pieces, Easy Rider i Cowboy de Mitjanit, que amb els senzills jocs d'arcade que són els guanyadors de taquilla de la dècada de 1980. És profunda i brillant". [31] Holly Willis de Variety va elogiar la cinematografia i, a Wenders, per aconseguir un digne retrat europeu dels Estats Units. Vincent Canby, de The New York Times, va donar a la pel·lícula una crítica agredolça, escrivint: "La pel·lícula és meravellosa, divertida i plena d'emocions reals, ja que detalla els mitjans pels quals Travis i el noi es reconcilien. Per surt per a la finestra del cotxe quan pare i fill decideixen viatjar per Texas a la recerca de Jane".
Ha tingut un llegat perdurable entre els crítics i els aficionats al cinema. L'any 2015, Guy Lodge de The Guardian la va nomenar com el seu film guanyador de la Palma d'Or, mentre que el diari Texas Monthly ho va incloure en la seva llista de Millors pel·lícules de Texas per a la seva representació de la ciutat de Marathon. El 2016, Entertainment Weekly també ho va incloure en el top 25 de millors films sobre Texas, però no obstant això, aquest any The Hollywood Reporter va argumentar que el seu prestigi s'havia reduït una mica, nomenant-la fins al número 44 del millor guanyador de la Palma d'Or.
La pel·lícula compta actualment amb una puntuació del 100% a Rotten Tomatoes i amb 29 ressenyes de crítics amb una qualificació mitjana de 8,3 sobre 10.

### Nominacions i premis
A Canes, la pel·lícula va guanyar tres premis: la Palma d'Or, el Premi FIPRESCI i el Premi del Jurat Ecumènic. La decisió del jurat de la Palma d'Or va ser unànime, i un dels integrants, el cinematògraf francès Henri Alekan, va dirigir posteriorment la fotografia de Wings of Desire del propi Wenders al 1987.
| Premi                        | Data de la cerimònia    | Categoria                    | Galardonat                        | Resultat  | Referència |
| ---------------------------- | ----------------------- | ---------------------------- | --------------------------------- | --------- | ---------- |
| Premis Bodil                 | 1985                    | Millor Film Europeu          | Wim Wenders                       | Guanyador | [ 36 ]     |
| Premis BAFTA                 | 5 de març de 1985       | Millor Pel·lícula            | Chris Sievernich i Anatole Dauman | Nominat   | [ 37 ]     |
| Premis BAFTA                 | 5 de març de 1985       | Millor Direcció              | Wim Wenders                       | Guanyador | [ 37 ]     |
| Premis BAFTA                 | 5 de març de 1985       | Millor Guió Adaptat          | Sam Shepard                       | Nominat   | [ 37 ]     |
| Premis BAFTA                 | 5 de març de 1985       | Millor Banda Sonora          | Ry Cooder                         | Nominat   | [ 37 ]     |
| Festival de Cinema de Cannes | 11 – 23 de maig de 1984 | Palma d'Or                   | Wim Wenders                       | Guanyador | [ 38 ]     |
| Festival de Cinema de Cannes | 11 – 23 de maig de 1984 | Premi FIPRESCI               | Wim Wenders                       | Guanyador | [ 38 ]     |
| Festival de Cinema de Cannes | 11 – 23 de maig de 1984 | Premi del Jurat Ecumènic     | Wim Wenders                       | Guanyador | [ 39 ]     |
| Premis César                 | 3 de febrer de 1985     | Millor Pel·lícula Estrangera | Wim Wenders                       | Nominat   | [ 40 ]     |
| Deutscher Filmpreis          | 1985                    | Millor llargmetratge         | Wim Wenders                       | Guanyador | [ 41 ]     |
| Premis Globus d'Or           | 27 de gener de 1985     | Millor Pel·lícula Estrangera | Wim Wenders                       | Nominat   | [ 42 ]     |
| London Film Critics Circle   | 1985                    | Millor Pel·lícula            | Wim Wenders                       | Guanyador | [ 43 ]     |
| National Board of Review     | 17 de desembre de 1984  | Top Ten Films                | Wim Wenders                       | Guanyador | [ 44 ]     |
| Premis de Joves Artistes     | 15 de desembre de 1985  | Millor actor principal jove  | Hunter Carson                     | Nominat   | [ 45 ]     |

## Al voltant de la pel·lícula
- La pel·lícula ha influenciat a David Robert Mitchell, director de It Follows (2014), en l'estètica de l'elaboració i la composició.[46]
- Wes Anderson es va inspirar en l'escena en què la família visualitza una gravació amb les fotografies de la dona morta a The Royal Tenenbaums (2001).[47]
- Els grups de música Texas i Travis van triar el seu nom en homenatge a aquesta pel·lícula.[48][49]
- El grup de rock irlandès U2 va citar París, Texas com a inspiració pell seu àlbum The Joshua Tree.[50]
- Els músics Kurt Cobain i Elliott Smith van dir que aquesta era la seva pel·lícula preferida.[51][52]
- L'any 1986, les fotografies de Wenders a París, Texas fetes abans de la pel·lícula van ser exposades al Centre Georges Pompidou a París, França, sota el títol Written in the West. L'any 2000, aquestes imatges van ser publicades en un llibre també anomenat Written in West, amb material addicional.[53]